# Бум (Доктор Кто)
«Бум» (англ. Boom) — третий эпизод 14-го сезона британского научно-фантастического телесериала «Доктор Кто». Автор сценария — Стивен Моффат (ранее был шоураннером сериала с 2010 по 2017 год), режиссёр эпизода — Джули Энн Робинсон. Премьера эпизода состоялась 18 мая 2024 года на стриминговых сервисах BBC iPlayer и Disney+.

## Сюжет
ТАРДИС приземляется на охваченной войной планете Кастарион-3. Доктор наступает на наземную мину и не может пошевелиться без риска её активации и уничтожения половины планеты. Руби и Доктор разговаривают с искусственным интеллектом солдата, Джона Франсиса Вейтера, недавно убитого скорой помощью из-за того, что время его выздоровления было оценено как неприемлемое. Вся военная техника произведена на Вилленгарде, и её алгоритмы исходят из принципа максимизации прибыли. На поле боя прибывают Сплайс (дочь Вейтера) и ещё два солдата. Один из них ошибочно принимает Руби за угрозу и смертельно ранит её, после чего сам погибает от мины. Доктор объясняет, что на этой планете нет противника и солдаты сражались с собственной техникой. Доктор отправляет в сеть скорой помощи интеллект Вейтера, который захватывает контроль, деактивирует мину, на которой стоял Доктор, и реанимирует Руби.

## Производство

### Разработка
Эпизод «Бум» написан сценаристом и бывшим шоураннером сериала «Доктор Кто» (2010—2017) Стивеном Моффатом. Это первый написанный им эпизод со времён рождественского спецвыпуска «Дважды во времени» (2017). Моффата решил пригласить Расселл Ти Дейвис, шоураннер сериала с 2023 года, а также в 2005—2010 годах. При задумке эпизода Моффат вдохновлялся первым эпизодом истории «Происхождение далеков» (1975), в котором Доктор на недолгое время стоит на наземной мине, но решил растянуть этот концепт на целый эпизод. Также он стремился создать полный напряжения эпизод, что сериал раньше полностью не делал. Моффат заявил, что начал писать первый черновик в конце 2021 года, до того как официально принял предложение Дейвиса. Написав первые 12—14 страниц, он почувствовал, что сюжет начался неправильно и начал заново. В эпизоде «Бум» раскрывается историю вымышленной компании Вилленгард, производящей оружие, которая впервые была упомянута в эпизоде «Доктор танцует» (2005) авторства Моффата.
Читка сценария прошла 1 марта 2023 года. Моффат взял на себя роль исполнительного продюсера эпизода и проводил встречи, на которых решалась тональность эпизода до его съёмки. В эпизоде использовалось ограниченное количество съёмочных площадок и небольшой актёрский состав, поэтому его можно назвать бутылочным эпизодом.

### Съёмки
Эпизод «Бум» был частью третьего съёмочного блока 14-го сезона вместе с премьерой сезона «Космические малыши». Режиссёром стала Джули Энн Робинсон, которая вместе с Моффатом также стала исполнительным продюсером эпизода. Она решила снимать сцены эпизоды в хронологическом порядке, а не в случайном, как это обычно происходит на съёмках. Робинсон также использовала более долгие дубли, некоторые из которых длились до 7 минут.
Съёмочной группе нужен был кратер, в котором они могли бы вести съёмки до 20 дней. Рассматривался вариант натурных съёмок, и было разведано множество карьеров, в том числе на горе Парис недалеко от города Амлух в Уэльсе. Художник-постановщик Фил Симс в итоге решил построить съёмочную площадку в павильоне киностудии Bad Wolf, чтобы избежать рисков ухудшения погоды. Фон вымышленной планеты был создан с помощью трёхмерной компьютерной графики и выведен на большие светодиодные экраны. Декорации военного лагеря были построены на парковке студии и включали утилизированные транспортные контейнеры и внешнюю стену здания студии в качестве фона.

### Актёрский состав
Главные роли Пятнадцатого Доктора и его спутницы Руби Сандей исполнили Шути Гатва и Милли Гибсон.
В эпизоде снялась актриса Варада Сету, которая сыграла роль Манди Флинн. Её появление в эпизоде не было объявлено заранее, однако ранее Сету была объявлена новой спутницей следующего, 15-го, сезона. Впоследствии Сету раскрыла, что на роль спутницы её выбрали уже гораздо позже завершения съёмок эпизода «Бум». Дейвис подтвердил, что спутницей не будет персонаж Манди Флинн, но намекнул, что между ними может быть связь. Моффат сравнил ситуацию с неожиданным появлением в 7-м сезоне Дженны Коулман, которая ранее была объявлена спутницей и чья эпизодическая роль была сюжетно связана с ролью спутницы Клары Освальд.
Сьюзан Твист в очередной раз появилась в эпизодической роли, на сей раз играя интеллект скорой помощи. Ранее она появлялась в других эпизодах сезона в разных ролях. Остальная часть актёрского состава включает в себя Джо Андерсона, Маджида Мехдизаде-Валуджерди, Килинн Спринголл и Бхава Джоша.

## Релиз и критика
| Агрегированные оценки            | Агрегированные оценки |
| Источник                         | Рейтинг               |
| -------------------------------- | --------------------- |
| Rotten Tomatoes (Tomatometer)    | 89 %                  |
| Rotten Tomatoes (средняя оценка) | 8,1/10                |
| Оценки критиков                  |                       |
| Источник                         | Рейтинг               |
| Digital Spy                      | [ 23 ]                |
| Empire                           | [ 24 ]                |
| Evening Standard                 | [ 25 ]                |
| i                                | [ 26 ]                |
| IGN                              | 8/10                  |
| Radio Times                      | [ 28 ]                |
| The Independent                  | [ 29 ]                |
| The Telegraph                    | [ 30 ]                |
| Total Film                       | [ 31 ]                |
| Vulture                          | [ 32 ]                |

### Релиз
Премьера эпизода состоялась одновременно на стриминговых сервисах BBC iPlayer и Disney+ в полночь по британскому времени 18 мая 2024 года. На канале BBC One эпизод был показан позднее, вечером 18 мая.

### Рейтинги
За вечер на телеканале BBC One эпизод посмотрело 2,04 млн человек, и он стал самым популярной программой вечера на телеканале (не учитывает просмотры на стриминговом сервисе BBC iPlayer, где эпизод был выпущен на 19 часов раньше). Полный рейтинг за неделю составил 3,58 млн зрителей (включая iPlayer), что поставило эпизод на 18-е место среди выпусков недели на британском телевидении, 10-е место среди уникальных программ, 5-е место среди выпусков на BBC One и 4-е место среди уникальных программ на BBC One.

### Критика
Согласно агрегатору рецензий Rotten Tomatoes, 89 % из 18 критиков дали эпизоду положительный отзыв со средней оценкой 8,1 из 10. Консенсус критиков на сайте гласит: «Бывший шоураннер Стивен Моффат вернулся как сценарист, и эпизод „Бум“ делает большой шаг вперёд в развитии нового дуэта, несмотря на то что Доктор Шути стоит абсолютно неподвижно».
Эмили Мюррей из «Total Film» написала: «Простая идея, прекрасно реализованная: никто не может писать „Доктора Кто“ так, как Моффат, а Шути Гатва никогда не был лучше». Стефан Мохамед в отзыве для «Den of Geek» похвали эпизод за простоту, смелость и потрясающее качество. Он отметил сильную актёрскую игру главных ролей и подчеркнул, что хай-концепт способствует увлекательному просмотру, заявив: «Эпизод умело структурирован, в нём сочетаются эффективное и интересное построение мира, ужас, напряжение, комедия, эмоциональные моменты персонажей, вышеупомянутая будущая спутница и некоторые интересные темы, и при этом ни один аспект не подавляет другой». Гатва, Гибсон и Сету получили высокую оценку за свои роли, а сценарий Моффата понравился критикам, которые отметили напряжение в диалогах Гатва отметил, что данный эпизод является его любимым в сезоне.
В то же время Эд Пауэр из «The Independent» посчитал, что Моффат противоречил сам себе и слишком напрямую описывал темы эпизода. Анита Сингх из «Daily Telegraph» подумала, что Disney, который теперь является сопродюсером сериала, оказал слишком большое влияние на этот эпизод. Она упомянула, что декорации напоминали «остатки от „Звёздных войн“» и что в эпизоде были «милый ребёнок и банальный финал». Сингх также не почувствовала напряжения от того, что Доктор действительно может взорваться в этом эпизоде, поскольку в сериале новому Доктору ещё слишком рано умирать.